# Flachères
Ne doit pas être confondu avec La Flachère.
Flachères est une commune française située dans le département de l'Isère, en région Auvergne-Rhône-Alpes.
Autrefois paroisse de la province du Dauphiné, Flachères est située dans la partie septentrionale du département de l'Isère et appartient à l'arrondissement de La Tour-du-Pin. La commune est également adhérente à la Communauté de communes de Bièvre Est, dont le siège est fixé dans la localité voisine de Colombe.
Ses habitants sont dénommés les Flachérois.

## Géographie

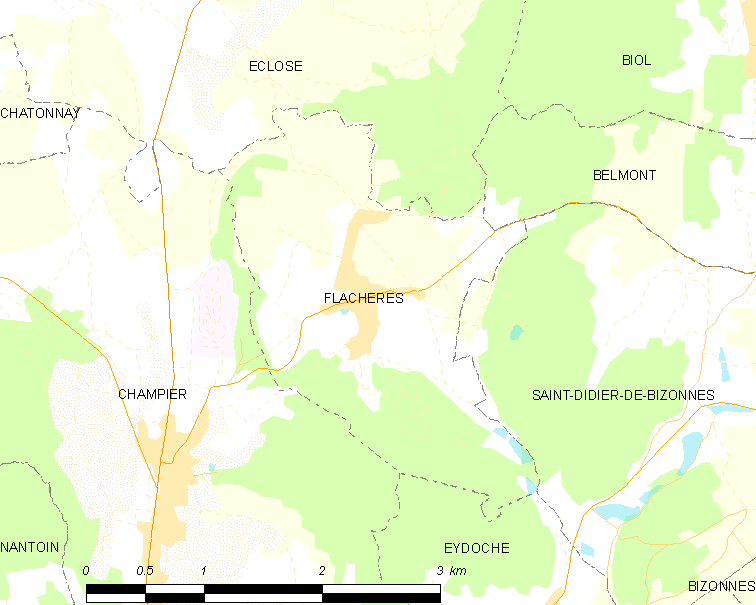
Plan de Flachères et des communes voisines.

### Situation et description
Située à mi-chemin entre les agglomérations de Grenoble et de Lyon, Flachères est une petite commune à vocation très nettement rurale, positionnée sur le plateau des Terres froides qui se situe dans la partie septentrionale du département de l'Isère.

### Géologie
Le caractère géologique commun à la région des Terres froides est un sous-sol composé de molasse marine (pierre de grès tendre, mêlé d'argile et de quartz) datant de l'ère tertiaire recouvert par des alluvions, fluvio-glaciaires, déposés à l'ère quaternaire par la fonte des glaces.
Le terme de terres froides est à opposer à celui de terres chaudes au sens où l'entendait Olivier de Serres, c'est-à-dire de terres productives. La plaine de Bièvre, situé au sud-ouest du territoire communal s'abaisse graduellement d'est en ouest.

### Communes limitrophes
|          | Eclose-Badinières | Belmont                  |
| Champier | Flachères         | Saint-Didier-de-Bizonnes |
|          | Eydoche           |                          |

### Climat
Pour des articles plus généraux, voir Climat d'Auvergne-Rhône-Alpes et Climat de l'Isère.
En 2010, le climat de la commune est de type climat océanique altéré, selon une étude du Centre national de la recherche scientifique s'appuyant sur une série de données couvrant la période 1971-2000. En 2020, Météo-France publie une typologie des climats de la France métropolitaine dans laquelle la commune est exposée à un climat de montagne ou de marges de montagne et est dans la région climatique  Alpes du nord, caractérisée par une pluviométrie annuelle de 1 200 à 1 500 mm, irrégulièrement répartie en été. 
Pour la période 1971-2000, la température annuelle moyenne est de 9,9 °C, avec une amplitude thermique annuelle de 17,3 °C. Le cumul annuel moyen de précipitations est de 1 060 mm, avec 10 jours de précipitations en janvier et 6,5 jours en juillet. Pour la période 1991-2020, la température moyenne annuelle observée sur la station météorologique de Météo-France la plus proche, « Bourgoin », sur la commune de Bourgoin-Jallieu à 14 km à vol d'oiseau, est de 12,4 °C et le cumul annuel moyen de précipitations est de 844,0 mm,. Pour l'avenir, les paramètres climatiques de la commune estimés pour 2050 selon différents scénarios d'émission de gaz à effet de serre sont consultables sur un site dédié publié par Météo-France en novembre 2022.

### Hydrologie
Le territoire de Flachères ne possède pas de cours d'eau notable. La partie méridionale de la commune compte cependant quelques étangs.

### Voies de communication
Le bourg central de Flachères et ses principaux hameaux sont situés à l'écart des grandes voies de circulation. La seule route notable est la RD67 qui permet de relier la commune de Belmont, par raccordement avec la RD51h à la commune de Champier par raccordement avec la RD1085, route qui relie Bourgoin-Jallieu à Grenoble et qui passe à trois kilomètres à l'ouest du territoire de Flachères.

## Urbanisme

### Typologie
Au 1er janvier 2024, Flachères est catégorisée commune rurale à habitat dispersé, selon la nouvelle grille communale de densité à sept niveaux définie par l'Insee en 2022.
Elle est située hors unité urbaine et hors attraction des villes,.

### Occupation des sols
L'occupation des sols de la commune, telle qu'elle ressort de la base de données européenne d’occupation biophysique des sols Corine Land Cover (CLC), est marquée par l'importance des territoires agricoles (64,1 % en 2018), en diminution par rapport à 1990 (67,6 %). La répartition détaillée en 2018 est la suivante : 
zones agricoles hétérogènes (31,9 %), terres arables (31,7 %), forêts (26,4 %), zones urbanisées (9,5 %), prairies (0,4 %). L'évolution de l’occupation des sols de la commune et de ses infrastructures peut être observée sur les différentes représentations cartographiques du territoire : la carte de Cassini (XVIIIe siècle), la carte d'état-major (1820-1866) et les cartes ou photos aériennes de l'IGN pour la période actuelle (1950 à aujourd'hui).

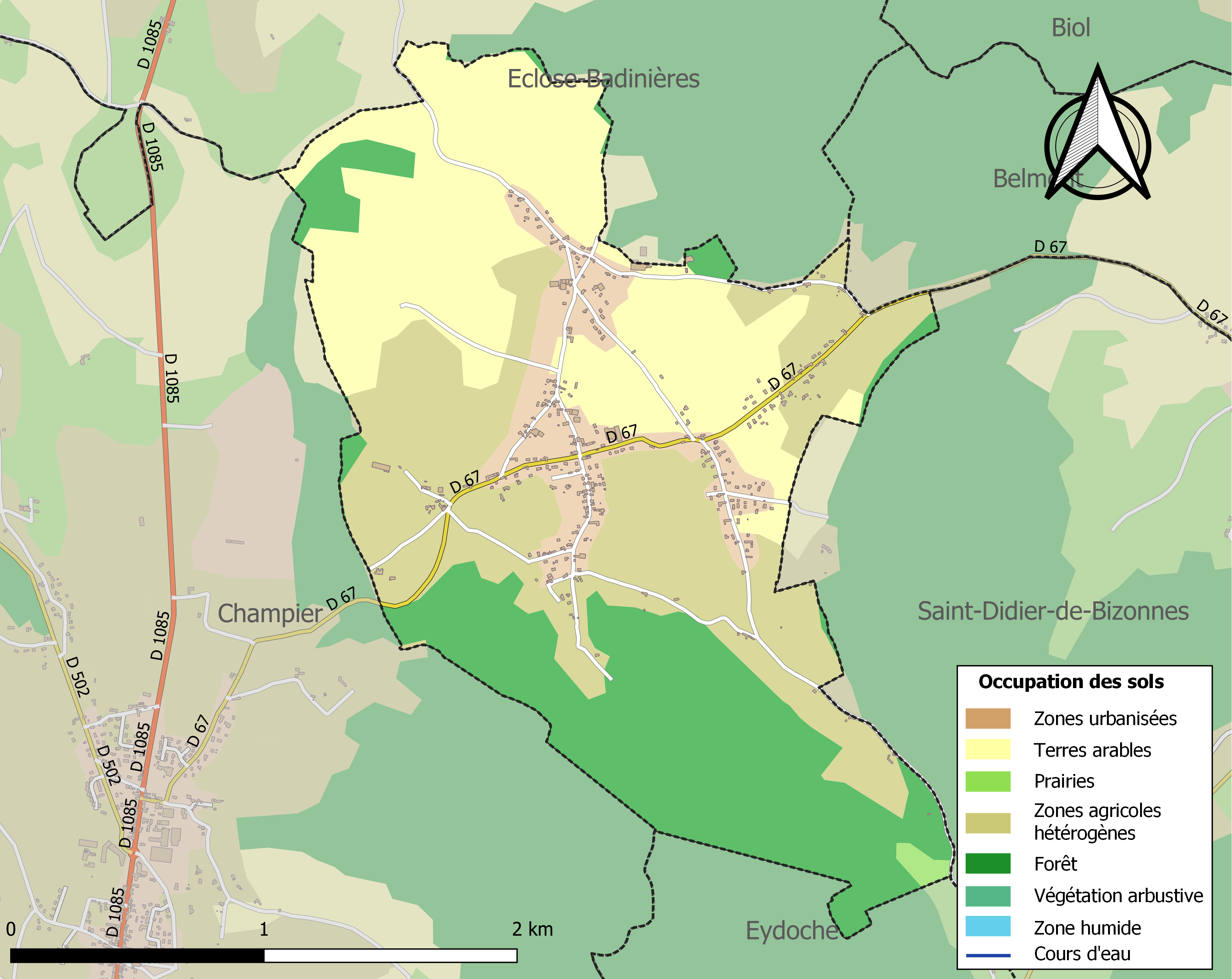
Carte des infrastructures et de l'occupation des sols de la commune en 2018 (CLC).

### Lieux-dits et écarts
Voici, ci-dessous, la liste la plus complète possible des divers hameaux, quartiers et lieux-dits résidentiels urbains comme ruraux qui composent le territoire de la commune de Flachères, présentés selon les références toponymiques fournies par le site géoportail de l'Institut géographique national.
| - les Boutières - les Chaux - la Grand-Croix - les Barrées - la Forêt - Florencin | - Fromenta - les Foulatières - les Platières - le Pilon - la Combe - Grand Buisson | - le Terrier - le Recourd - les Chapottes - le Moulin - Bois Rivoirat - les Malices |

### Risques naturels et technologiques

#### Risques sismiques
L'ensemble du territoire de la commune de Flachères est situé en zone de sismicité n°3, comme la plupart des communes de son secteur géographique, mais non loin de la zone n°4, située plus à l'est.
| Type de zone | Niveau            | Définitions (bâtiment à risque normal) |
| ------------ | ----------------- | -------------------------------------- |
| Zone 3       | Sismicité modérée | accélération = 1,1 m/s2                |

## Toponymie
Selon André Planck, auteur du livre L'origine du nom des communes du département de l'Isère, le nom de Flachères est lié au mot latin « Flaccus » qui désigne un terrain boueux. Ce mot latin donnera en ancien français « flache »  qui désigne un creux ou un trou dans le sol remplie d'une eau stagnante.

## Histoire

### Préhistoire et Antiquité
Le secteur actuel de la commune de Flachères se situe à l'ouest du territoire antique des Allobroges, ensemble de tribus gauloises occupant l'ancienne Savoie, ainsi que la partie du Dauphiné, située au nord de la rivière Isère.

### Moyen Âge et Temps Modernes
Durant le printemps 1744, les habitants du village sont touchés par une épidémie  dite « pourprée et pestilentielle » probablement le typhus, maladie liée au confinement et la sous alimentation pour ensuite disparaître et revenir l'année 1748 pour une période de trois mois.

## Politique et administration

### Liste des maires
| Période | Période  | Identité           | Étiquette | Qualité                                                 |
| ------- | -------- | ------------------ | --------- | ------------------------------------------------------- |
| 1981    | 2001     | Jean Biessy-Bonnet |           | agriculteur                                             |
| 2001    | 2014     | Armand Quillon     |           | Agriculteur                                             |
| 2014    | En cours | Cyrille Madinier   | LR        | Chef d'entreprise, conseiller départemental depuis 2021 |

## Population et société

### Démographie
L'évolution du nombre d'habitants est connue à travers les recensements de la population effectués dans la commune depuis 1793. Pour les communes de moins de 10 000 habitants, une enquête de recensement portant sur toute la population est réalisée tous les cinq ans, les populations de référence des années intermédiaires étant quant à elles estimées par interpolation ou extrapolation. Pour la commune, le premier recensement exhaustif entrant dans le cadre du nouveau dispositif a été réalisé en 2007.

En 2022, la commune comptait 568 habitants, en évolution de +9,23 % par rapport à 2016 (Isère : +3,07 %, France hors Mayotte : +2,11 %).
| 1793 | 1800 | 1806 | 1821 | 1831 | 1836 | 1841 | 1846 | 1851 |
| ---- | ---- | ---- | ---- | ---- | ---- | ---- | ---- | ---- |
| 380  | 450  | 470  | 479  | 534  | 497  | 517  | 538  | 534  |

| 1856 | 1861 | 1866 | 1872 | 1876 | 1881 | 1886 | 1891 | 1896 |
| ---- | ---- | ---- | ---- | ---- | ---- | ---- | ---- | ---- |
| 506  | 476  | 511  | 513  | 512  | 512  | 502  | 458  | 445  |

| 1901 | 1906 | 1911 | 1921 | 1926 | 1931 | 1936 | 1946 | 1954 |
| ---- | ---- | ---- | ---- | ---- | ---- | ---- | ---- | ---- |
| 410  | 395  | 372  | 317  | 319  | 294  | 257  | 251  | 253  |

| 1962 | 1968 | 1975 | 1982 | 1990 | 1999 | 2006 | 2007 | 2012 |
| ---- | ---- | ---- | ---- | ---- | ---- | ---- | ---- | ---- |
| 241  | 221  | 216  | 226  | 256  | 301  | 431  | 450  | 510  |

| 2017 | 2022 | - | - | - | - | - | - | - |
| ---- | ---- | - | - | - | - | - | - | - |
| 524  | 568  | - | - | - | - | - | - | - |

### Enseignement
La commune est rattachée à l'académie de Grenoble.

### Manifestations culturelles et festivités
Les manifestations festives locales les plus récurrentes sont : 
- la « Farfouille » (grande brocante) qui a lieu le premier dimanche après le 14 juillet au stade communal[22] ;
- la foire aux navets a lieu le dimanche qui précède le 11 novembre (légume, spécialité de la région rendue célèbre par l'impératrice Eugénie de Montijo) ;
- le spectacle des Patoisants le deuxième week-end de mars.

### Médias
Historiquement, le quotidien à grand tirage Le Dauphiné libéré consacre, chaque jour, y compris le dimanche, dans son édition du Nord-Isère, un ou plusieurs articles à l'actualité du canton, de la communauté de communes et quelquefois de la commune, ainsi que des informations sur les éventuelles manifestations locales, les travaux routiers, et autres événements divers à caractère local.

### Cultes
La communauté catholique de Flachères et l'église paroissiale (propriété de la commune) dépendent de la Paroisse Sainte Marie de Bièvre-Liers qui est elle-même rattachée au diocèse de Grenoble-Vienne. La maison paroissiale se situe près de l'église de la Côte-Saint-André.

## Culture locale et patrimoine

### Lieux et monuments
- L'église paroissiale Saint-André de Flachères

### Patrimoine oral

#### Langue régionale

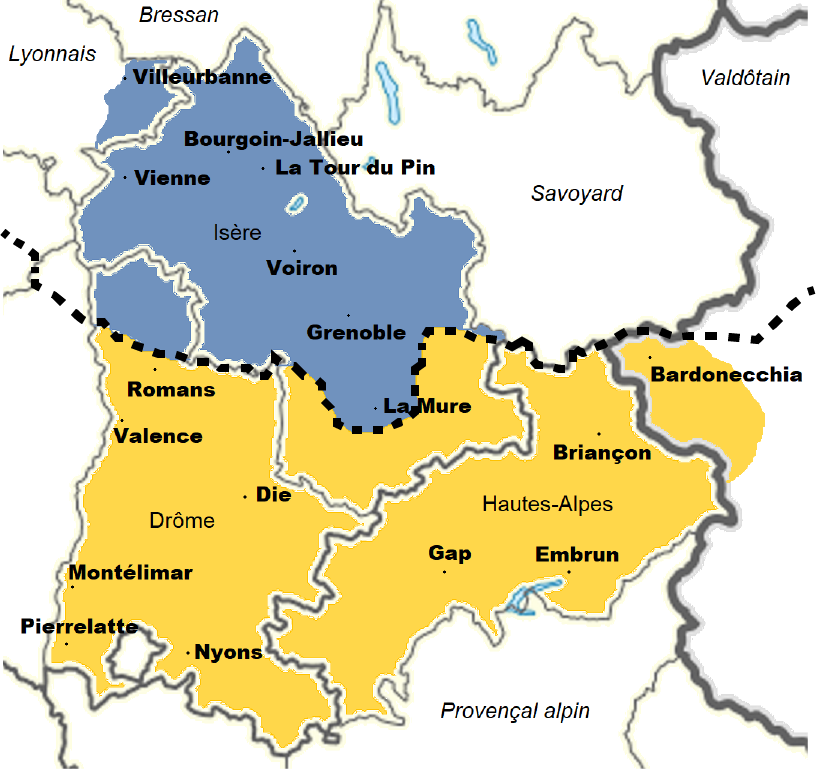
Carte linguistique du Dauphiné : le dauphinois est un dialecte arpitan parlé dans le nord du Dauphiné.

Historiquement, sur le plan linguistique, le territoire de Flachères ainsi que l'ensemble du Nord-Isère, se situe au nord-ouest de l'agglomération grenobloise et au sud-ouest de l'agglomération lyonnaise. Son secteur se situe donc dans la partie centrale du domaine linguistique des patois dauphinois, laquelle appartient au domaine de la langues dite francoprovençal ou arpitan au même titre que les parlers savoyards, vaudois, Valdôtains, bressans et foréziens.
L'idée du terme, « francoprovençal », attribué à cette langue régionale parlée dans la partie centre-est de la France, différente du français, dit langue d'oil et de l'occitan, dit langue d'oc est l'œuvre du linguiste et patriote italien Graziadio Isaia Ascoli en 1873 qui en a identifié les caractéristiques, notamment dans le Grésivaudan, les pays alpins et la vallée de l'Isère, depuis sa source jusqu'à sa confluence avec le Rhône.

#### Les légendes locales
La Revue des traditions populaires évoque une légende dauphinoise liée à la paroisse de Flachères dénommé en patois local (Patois dauphinois de la langue francoprovençale) dénommée les « faboles du cura ».

### Héraldique
| Blason de Flachères | Blason  | Écartelé en sautoir : au 1er d'or au dauphin d'azur, barbé, crêté, oreillé, lorré et peautré de gueules, au 2e et 3e d'azur à trois branches de genêt de sinople fleuries d'or de sept pièces, au 4e de gueules au navet du lieu au naturel ; au sautoir en filet d'argent brochant sur la partition. |
| Blason de Flachères | Détails | Création de Jean-François Binon adoptée par la municipalité le 8 novembre 2013. |